# N287 (België)
De N287 is een gewestweg in België ten noorden van Diest (N174) tot aan Tessenderlo (N725). De weg heeft een lengte van ongeveer 4 kilometer.
De gehele weg bestaat uit twee rijstroken in beide rijrichtingen samen.